# Natschlag
Natschlag, früher auch Nathschlag, ist eine Ortschaft in der Gemeinde Aigen-Schlägl im Bezirk Rohrbach in Oberösterreich.

## Geographie

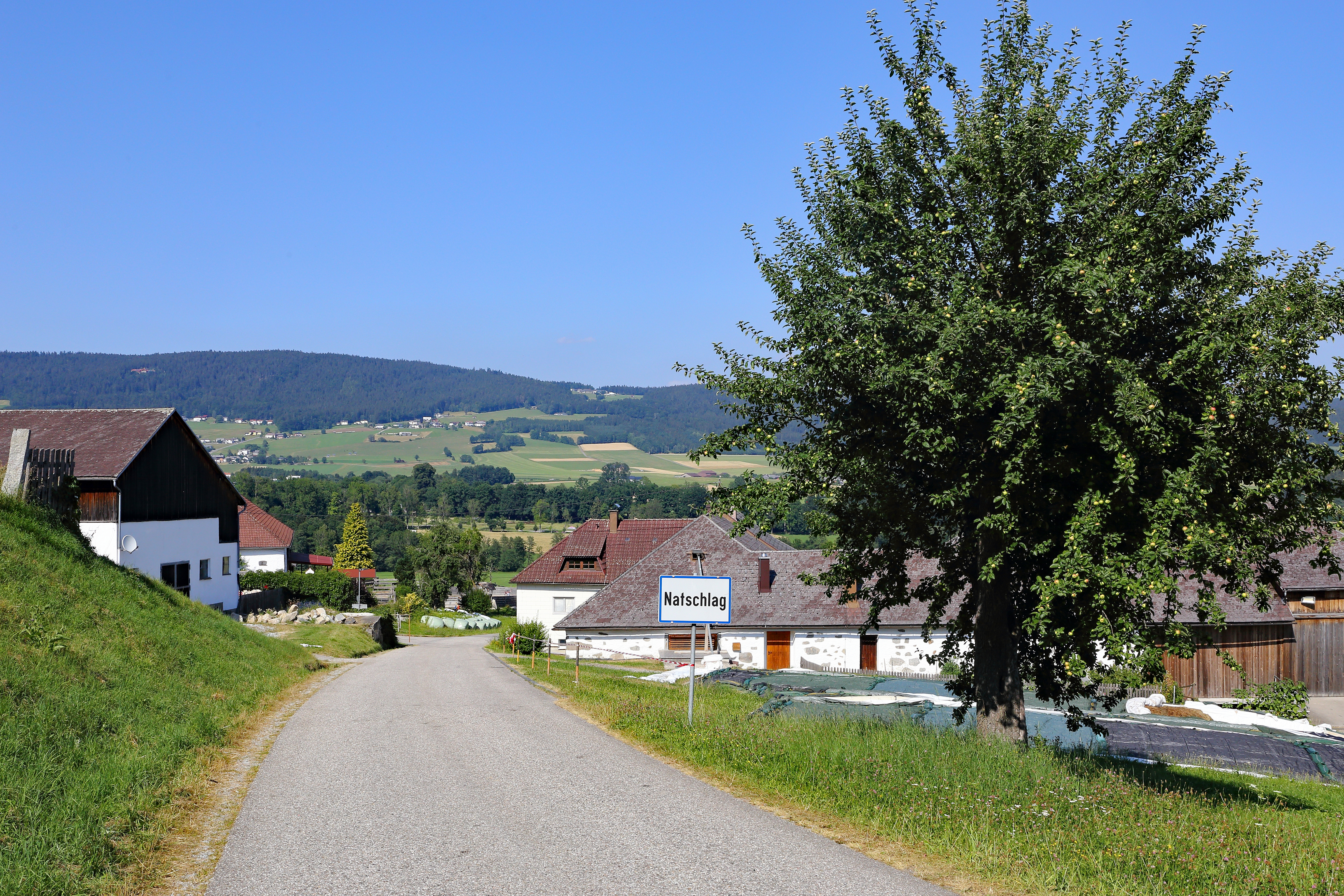
Ortseinfahrt von Südwesten

Das Dorf Natschlag befindet sich südlich des Gemeindehauptorts Aigen im Mühlkreis. Die Ortschaft umfasst 40 Adressen (Stand: 1. April 2020). Sie gehört zu den Einzugsgebieten der Großen Mühl und des Krenbachs.

## Geschichte
Natschlag wurde im Jahr 1303 erstmals urkundlich erwähnt. Die Ansiedlung kam 1312 durch ein Tauschgeschäft in den Besitz des Stifts Schlägl. Die römisch-katholische Pfarrzugehörigkeit des Dorfs wechselte 1775, auf Anordnung von Fürstbischof Leopold Ernst von Firmian, von Rohrbach zu Aigen.
Am 2. Juli 1931 brach im Haus von Josef Mathe ein Feuer aus, das zehn Gebäude erfasste und unter anderem ein Wirtschaftsgebäude am Felhofer-Anwesen zerstörte. Im besetzten Nachkriegsösterreich stand die Gegend von 1. Mai bis 10. August 1945 unter Kontrolle der Vereinigten Staaten. In Baureith befand sich ein Quartier der amerikanischen Truppen. Zudem hatte die Wehrmacht Fahrzeuge zurückgelassen, die in einem großen Autofriedhof im Dorf ausgeschlachtet wurden. Nach der kurzen amerikanischen Besatzung gehörte das Mühlviertel zur sowjetischen Zone.
In Natschlag wurde 1954 ein gemeindeeigener Löschteich angelegt. Ein Blitzeinschlag führte am 27. Juni 1964 zu einem Brand des Wirtschaftsgebäudes am Anwesen von Robert Schmidinger mit der Adresse Natschlag Nr. 9. Bis zur Gemeindefusion von Aigen im Mühlkreis und Schlägl am 1. Mai 2015 gehörte Natschlag zur Gemeinde Schlägl.

## Kultur und Sehenswürdigkeiten
Die spätbarocke Giebelkapelle bei Natschlag Nr. 2 ist mit der Jahreszahl 1780 bezeichnet. Die Madonna-mit Kind-Statue in ihrem Innenraum ist nach dem Vorbild des Maria-Trost-Gnadenbilds der Wallfahrtskirche Maria Trost in Rohrbach-Berg gestaltet. Der Vierseithof Natschlag Nr. 13/14 wurde 1544 erstmals urkundlich erwähnt. Er stammt in seiner jetzigen Form aus der ersten Hälfte oder der Mitte des 19. Jahrhunderts.
Der Tabernakelpfeiler bei Natschlag Nr. 31 ist mit der Jahreszahl 1678 bezeichnet und zeigt ein Maria-Immaculata-Bild. Bei Natschlag Nr. 33 stehen zwei Tabernakelsäulen, von denen die eine mit der Jahreszahl 1872 markiert ist und Bilder des Heiligen Florian, der Heiligen Magdalena und eines Bischofs aufweist, während zur anderen, mit der Jahreszahl 1832, ein Gnadenstuhl-Bild gehört.
Der Lemurien-Garten am Ortsrand ist ein Lehr- und Schaugarten.
Im Kultursteinbruch s’StoaReich finden ganzjährig Veranstaltungen statt. Die Steinarena hat ein Fassungsvermögen von bis zu 4000 Personen.

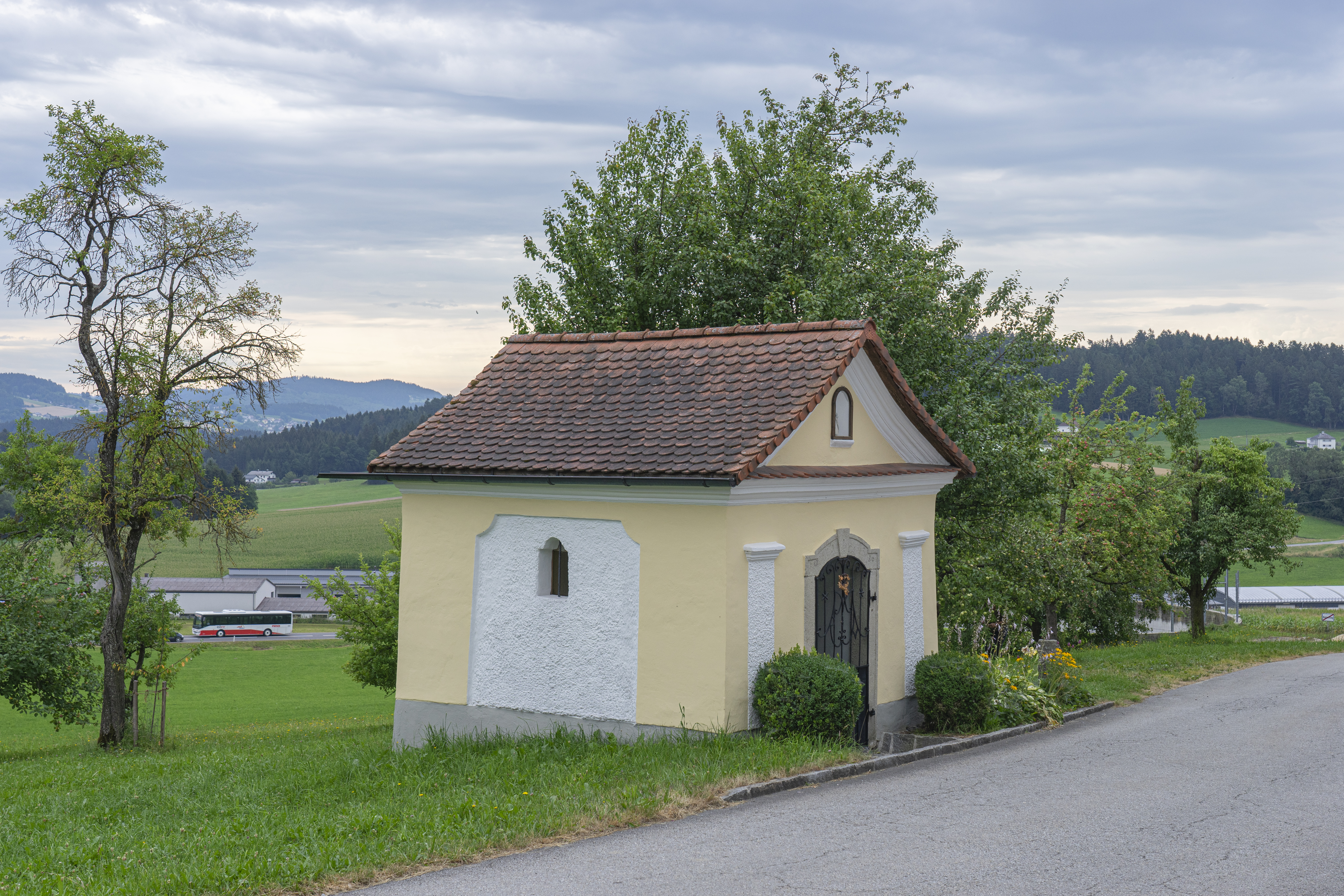
Spätbarocke Giebelkapelle
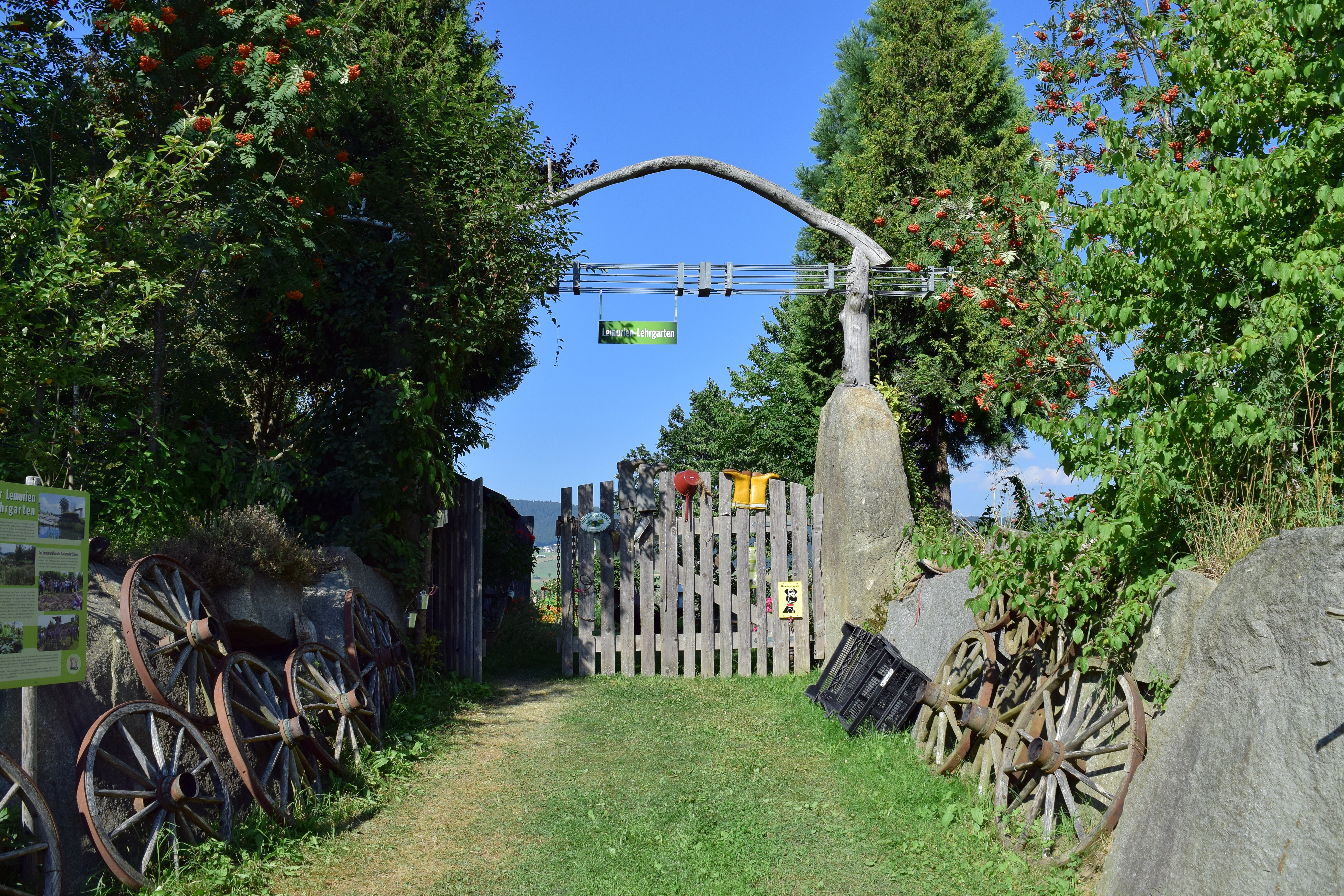
Lemurien-Garten
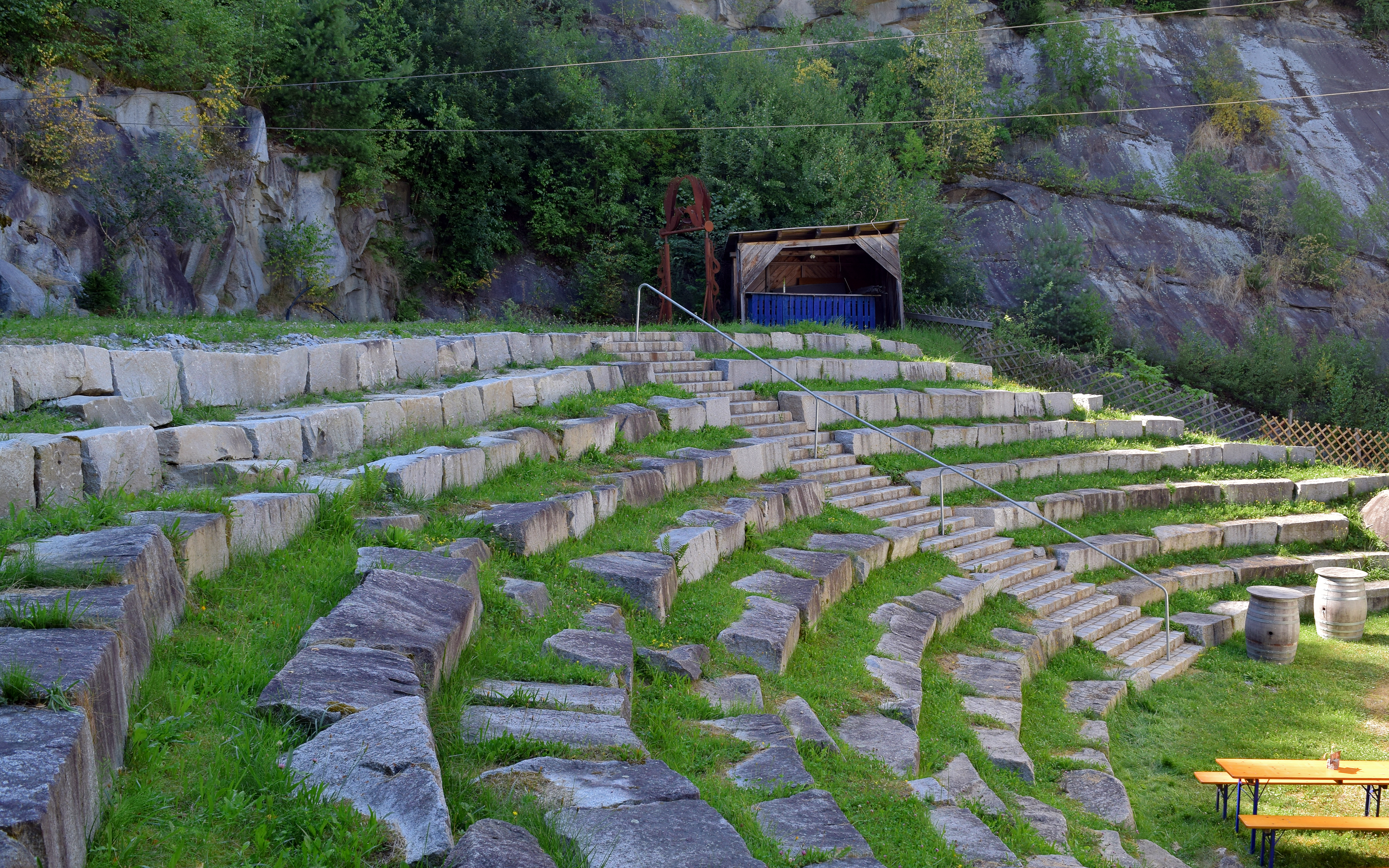
Freilufttheater s’StoaReich